# Luis Cruzado
Luis Cruzado Sánchez (ur. 6 lipca 1941 w Limie, zm. 14 lutego 2013 tamże) – peruwiański piłkarz, grający podczas kariery na pozycji pomocnika.

## Kariera klubowa
Luis Cruzado karierę piłkarską rozpoczął w 1959 roku w stołecznym klubie Universitario Lima i występował w nim przez kolejne 14 lat. Z Universitario siedmiokrotnie zdobył mistrzostwo Peru w 1959, 1960, 1964, 1966, 1967, 1969 i 1971. W 1974 przeszedł do klubu Walter Ormeño. W 1975 został zawodnikiem Juan Aurich Chiclayo, w którym w tym samym roku zakończył karierę.

## Kariera reprezentacyjna
W reprezentacji Peru Cruzado zadebiutował 19 marca 1961 w przegranym 2-5 towarzyskim meczu z Chile.
W 1970 uczestniczył w Mistrzostwach Świata. Na turnieju w Meksyku Peru odpadło w ćwierćfinale, a Cruzado wystąpił w dwóch meczach z Marokiem oraz RFN.
Ostatni raz w reprezentacji wystąpił 11 sierpnia 1971 w wygranym 1-0 towarzyskim meczu z Chile.
Od 1961 do 1971 Cruzado rozegrał w reprezentacji Peru 26 spotkań, w których zdobył bramkę.